# Café glacé vietnamien

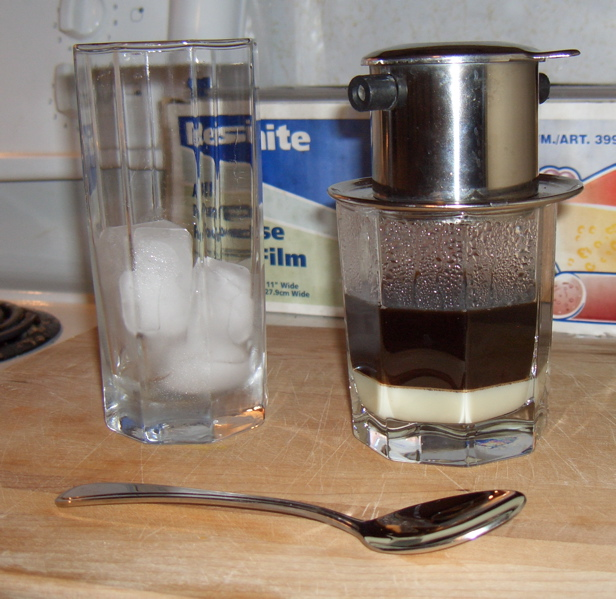
Les ingrédients du Cà phê sữa đá avant leur assemblage

Le café glacé vietnamien (en vietnamien : cà phê đá, signifiant littéralement café glace) est une boisson traditionnelle vietnamienne. Le cà phê đá est composé de café grossièrement moulu, préparé à l'aide d'un filtre en métal (phin cà phê). Une fois l'eau chaude versée dans le filtre, le café s'écoule lentement dans la tasse ; son contenu est enfin transvasé dans un verre rempli de glaçons.  
La version la plus populaire du café glacé vietnamien est le cà phê sữa đá, un café glacé avec du lait concentré sucré. Il convient de verser 2 à 3 cuillères à soupe de lait concentré (voire plus si on aime le café sucré) dans une tasse à café puis de placer le filtre à café métallique avec son contenu au-dessus, en laissant le café s'écouler lentement.

## Histoire
Le café fut introduit au Vietnam en 1857 par un prêtre catholique français, qui apporta un arbuste de la variété arabica. Le Vietnam devint rapidement un important exportateur de café avec de nombreuses plantations dans les hauts plateaux du centre. La boisson a été adoptée par la population vietnamienne et adaptée en fonction des régions. L'industrie laitière n'étant pas encore très développée, les Français et les Vietnamiens ont pris l'habitude de boire leur café avec du lait concentré.